# Here Comes the Devil
Here Comes The Devil es una película de terror de 2013 dirigida por Adrián García Bogliano e interpretada por Francisco Barreiro, Laura Caro, Alan Martínez, Michele García y David Arturo Cabezud que se rodó en Tijuana, Baja California, México. Durante su estreno en el Fantastic Fest 2012 arrasó con los premios de Mejor Película de Terror, Mejor Guion y Mejor Dirección de dicho festival norteamericano. También fueron premiados los dos protagonistas, Laura Caro y Francisco Barreiro.

## Argumento
Una pareja de casados (Barreiro y Caro) pierde a sus dos hijos preadolescentes (Martínez y García) durante un paseo familiar a las afueras de Tijuana. Tras el extravío en un cerro cercano, la suerte y la buena fortuna los trae de regreso a sus padres al día siguiente quienes intentan averiguar qué pasó durante la desaparición. Seguido a su regreso, surgen cambios en el comportamiento de los niños que sugieren eventos ominosos e incalificables que remiten a la noche en que los niños se perdieron. Como una pareja de enamorados, los amorosos padres intentan cuidar y proteger a sus hijos. Las antiguas leyendas e historias en torno a las cuevas en las que ambos niños se extraviaron son demasiado locas y extrañas para creer, pero al manifestarse ahora en sus hijos resultan difíciles de ignorar.

## Reparto
| Actor                  | Personaje            |
| ---------------------- | -------------------- |
| Francisco Barreiro     | Félix                |
| Laura Caro             | Sol                  |
| Alan Martínez          | Adolfo               |
| Michele García         | Sara                 |
| David Arturo Cabezud   | Lucio                |
| Enrique Saint-Martin   | Encargado gasolinera |
| Michele Estrada        | Doctora              |
| Jéssica Iris           | Sandra               |
| Dana Dorel             | Abril                |
| Juan Carlos Arreguín   | Ismael               |
| Giancarlo Ruiz         | Sargento Flores      |
| Barbara Perrin Rivemar | Marcia               |

«»

## Crítica
La película tuvo una recepción variada y tiene actualmente una calificación de 41% en Rotten Tomatoes, basado en 22 opiniones. Twitch Film dio a la película una crítica positiva, al comentar que elementos como los «tambaleantes, cambios inusuales por los que pasa la película, los cuales marcan el desarrollo de la trama a su desenlace» hacen que valga la pena verla. En contraste, un revisor para RogerEbert.com criticó al filme por su vaguedad, indicó que mientras que la película «alude a la posibilidad de un "sexto sentido"» la trama giró al estilo de «no dar algo significativo fue sólo un montón de cosas acerca de demonios, el asesinato, la desnudez femenina y apuñalamientos violentos» que, afortunadamente, «van a ser exorcizados de la memoria casi tan pronto como los créditos del final aparezcan a cuadro».
El director la define más como un drama que una película de terror que sigue conteniendo terror psicológico, algo distinto a lo que había hecho antes en sus otros títulos 36 pasos, Sudor frío y Penumbra.

## Estrenos
| País                      | Fecha                    | Evento                                      |
| ------------------------- | ------------------------ | ------------------------------------------- |
| Bandera de Canadá         | 11 de septiembre de 2012 | Festival Internacional de Cine de Toronto   |
| Bandera de Estados Unidos | 20 de septiembre de 2012 | Fantastic Fest                              |
| Bandera del Reino Unido   | 26 de septiembre de 2012 | Raindance Film Festival                     |
| Bandera de España         | 12 de octubre de 2012    | Sitges Film Festival                        |
| Bandera de Suecia         | 10 de noviembre de 2012  | Stockholm International Film Festival       |
| Bandera de México         | 16 de noviembre de 2012  | Mórbido Film Fest                           |
| Bandera de Francia        | 17 de noviembre de 2012  | Paris International Fantastic Film Festival |

## Premios
2012 Fantastic Fest
- Mejor actor - Francisco Barreiro (ganador)
- Mejor actriz – Laura Caro (ganadora)
- Mejor dirección – Adrian Garcia Bogliano (ganador)
- Mejor guion - Adrian Garcia Bogliano (ganador)
- Mejor fotografía - Adrian Garcia Bogliano (ganador)

2012 Toronto International Film Festival
- Mejor película de terror (nominada)

2013 Neuchâtel International Fantasy Film Festival
- Mejor película (nominada)

2014 Fangoria Chainsaw Awards
- Mejor película extranjera (ganadora)
- Mejor actor - Francisco Barreiro (nominado)

2014 Golden Trailer Awards
- Mejor tráiler de película de terror extranjera (nominada)